# 중국이동통신

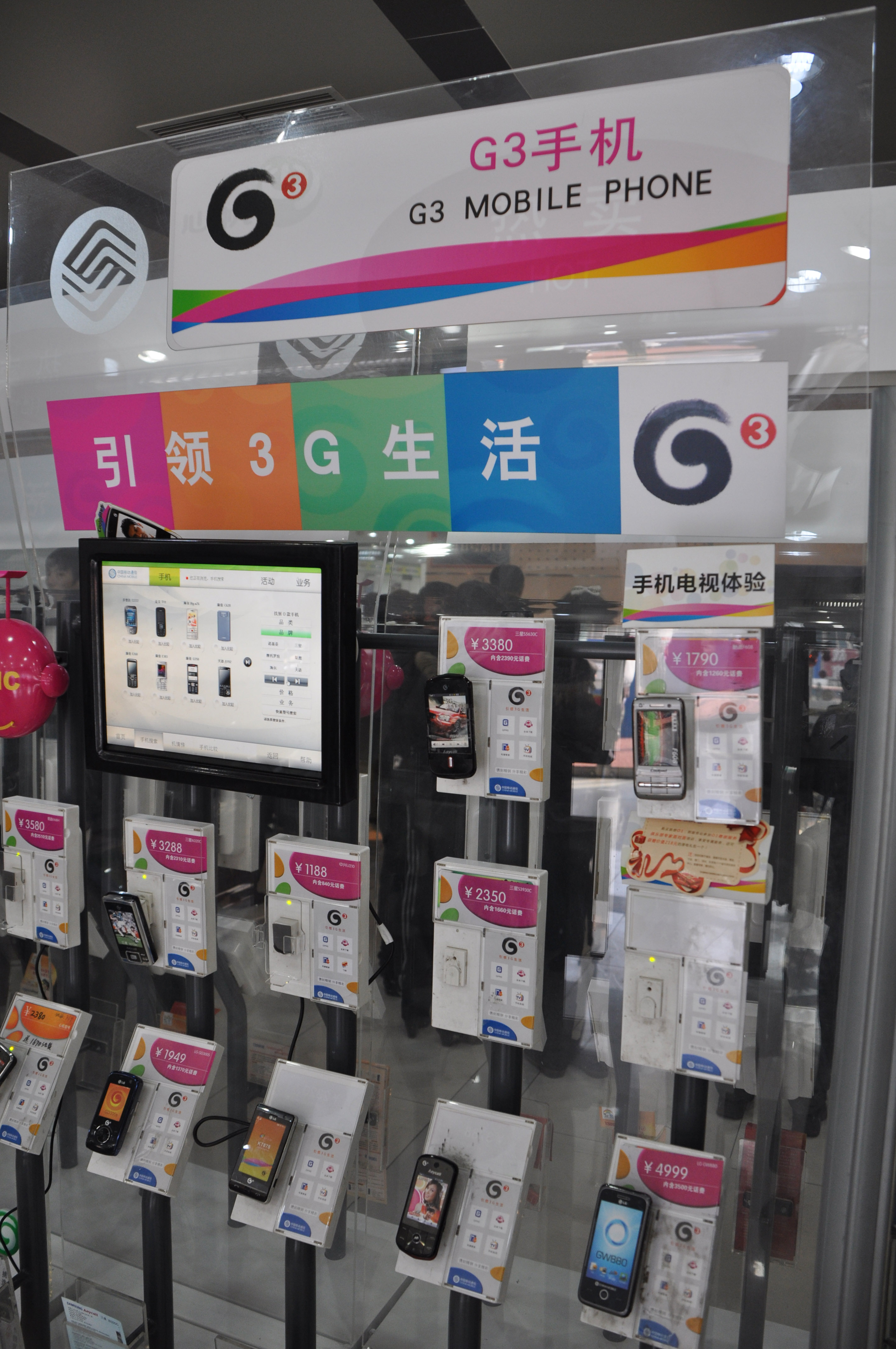
2010년, 중국의 3G 휴대폰들

중국이동통신(中国移动通信, 홍콩: 0941, NYSE: CHL) 또는 차이나 모바일(China Mobile)은 중화인민공화국의 이동통신사로, 중국, 홍콩 내 휴대 전화망을 통하여 음성 및 멀티미디어 서비스를 제공한다.
2010년 기준으로 중국이동통신은 570,000,000명의 고객을 소유하고 있으며 이에 따라 세계 최대의 휴대 전화 가입자 기지국 가운데 하나로 되어 있다

## 사업
중국과 홍콩에서 이동통신 사업을 벌이고 있으며 중국 내 1위 사업자이며 중국 내로 국한시키지 않아도, 전 세계 1위 사업자이다.
2세대 GSM, 3세대 TD-SCDMA를 서비스한다. 4세대 이동통신으로는 TD-LTE 1900 (band 39) / 2300 (band 40) / 2500 (band 41)MHz로 서비스하고 있다.
2015년 말에 VoLTE를 상용화할 예정이며, 일부 지역에서는 시범 서비스하고 있다.
시궈화 전 회장이 2015년 부로 회장직에서 정년퇴임 하면서 신임 회장에 샹빙 회장이 취임하였다.
공기업이지만 중화인민공화국 정부의 절대적인 지원을 받고 있으며, 파키스탄에서 자회사 Zong을 만들어 서비스 하고 있다.

## 같이 보기
- 이동 통신망 사업자 목록